# Alice Gets in Dutch
Alice Gets in Dutch é um curta-metragem de animação estadunidense de 1924, lançado como parte da série Alice Comedies.